# Кулсариев, Орын
Орын Кулсариев (каз. Орын Құлсариев; 1 января 1932; село Таушык, Тупкараганский район, Мангистауская область, Казахская ССР, СССР — 27 декабря 2019; Актау, Казахстан) — советский и казахский работник культуры, дирижёр, домбрист, кюйши, музыкальный педагог, заслуженный деятель культуры Казахской ССР (1967), деятель культуры Казахстана (2000). основатель знаменитого ансамбля «Маңғыстау маржандары».

## Биография
Орын Кулсариев родился 1 января 1932 года в селе Таушык Тупкараганского района Мангистауской области.
В 1954 году окончил дирижерский факультет Актюбинское культурно-просветительное училище.
В 1968 году поступил на дирижерский факультет Казахской государственной консерватории им. Курмангазы, но не закончил по семейным обстоятельствам.
В 1975 году окончил курсы при Казахском государственном академическом оркестре народных инструментов им. Курмангазы (в мастерской народного артиста СССР и Казахской ССР, профессор Шамгона Кажыгалиева).
Трудовую деятельность начал в 1956 году домбристом Казахского государственного академического оркестра народных инструментов им. Курмангазы в Гурьевской области.
В 1958 году участвовал в декаде казахской литературы и искусства в Москве.
Исполнитель кюев казахских народных композиторов: Курмангазы, Сейтека, Даулеткерея, Мамена, Казангапа, и многих зарубежных композиторов.
В 1985 году открыл детскую музыкальную школу в селе Жетыбай Мангистауской области, с этого года до конца своей жизни работает учителем и руководящим составом музыкальной школы.
Среди его учеников заслуженная артистка Республики Казахстан, профессор Роза Айдарбаева и заслуженные деятели Казахстана Айгуль Косанова и Улыкпан Жолдасов и др.
Умер 27 декабря 2019 года в Актау.

## Награды и звания

#### Награды Казахстана
- нагрудный знак Министерство культуры «Деятель культуры Казахстана» (каз. Қазақстанның Мәдениет қайраткері, 2000 года)
- Медаль «10 лет независимости Республики Казахстан» (2001)
- Медаль «За трудовое отличие» (Казахстан) (2002)
- Медаль «20 лет независимости Республики Казахстан» (2011)
- Указом Президента Республики Казахстан награждён Орденом «Курмет» за заслуги в области искусства.
- Почётный гражданин Мангистауской области (16 декабря 2013 года) за большой вклад в развитие культуры и искусства, образования области.[2]
- Юбилейная медаль «550-летие Казахского ханства» (2015)
- Медаль «25 лет независимости Республики Казахстан» (2016)
- Дважды награждён благодарственным письмом Первого Президента Республики Казахстан с вручением нагрудного знака.
- нагрудный знак «Почётный работник образования Республики Казахстан»

#### Награды СССР
- Указом Президиума Верховного Совета Казахской ССР от 1967 года награждён почётным званием «Заслуженный деятель культуры Казахской ССР» за заслуги в культуре.
- Медаль «В ознаменование 100-летия со дня рождения Владимира Ильича Ленина» (1970)
- Медаль «Ветеран труда» (1985)
- дипломант Х Международного фестиваля в Алжире (1986)
- нагрудный знак «Отличник народного просвещения Казахской ССР» (1990)
- Юбилейная медаль «50 лет Победы в Великой Отечественной войне 1941—1945 гг.» (1995)

## Семья
Жена — Кундыз Кулсариева.
12 детей, 16 внуков и 43 правнука.
По итогам голосования победителями национального конкурса "Мерейлі отбасы" стала семья Кулсариевых из села Жетыбай Каракиянского района Мангистауской области.